# Russian-Federation-Force-Flug 7091

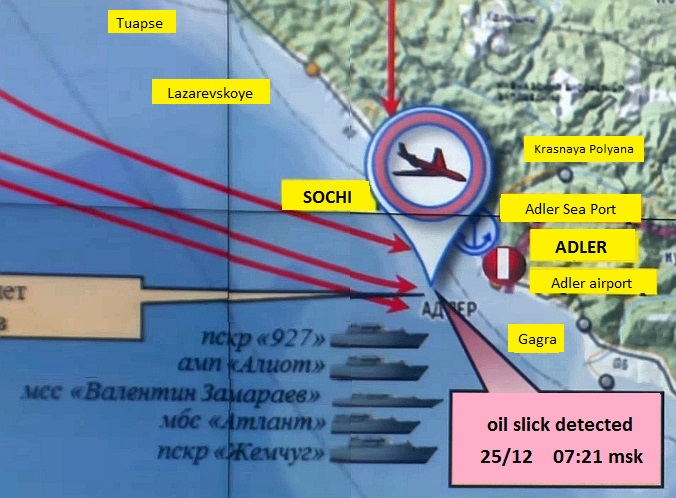
Karte der Absturzstelle

Am 25. Dezember 2016 verunglückte eine Tu-154B-2 auf dem Russian-Federation-Force-Flug 7091 (Flugnummer: RFF7091), einem Sonderflug der russischen Streitkräfte im Auftrag des russischen Verteidigungsministeriums vom Flughafen Sotschi in Südrussland nach Syrien. Das Flugzeug, in dem sich 84 Passagiere und acht Besatzungsmitglieder befanden, stürzte nach dem Start ins Schwarze Meer. Es gab keine Überlebenden.

## Flugzeug und Besatzung
Die Tu-154B-2 (Kennzeichen: RA-85572, zuvor CCCP-85572, c/n: 83A572, s/n: 0572) war im Jahr 1983 in Farben der Aeroflot an die Luftstreitkräfte der Sowjetunion ausgeliefert worden. Im Jahr 1991 ging die Maschine in den Besitz Russlands über. Zum Unfallzeitpunkt hatte sie 6.689 Flugstunden absolviert.
Verantwortlicher Kapitän an Bord war Roman Wolkow mit 4.000 Stunden Flugerfahrung.

## Unfallhergang
Die Tupolew Tu-154 sollte ursprünglich vom Militärflugplatz Tschkalowski bei Moskau mit einer Zwischenlandung im nordossetischen Mosdok zum Militärflugplatz Hmeimim in Latakia fliegen. Wegen schlechten Wetters in Mosdok wurde das Flugzeug unplanmäßig zum Auftanken auf den in Adler gelegenen Flughafen Sotschi umgeleitet. Schon der Start in Moskau war mit vielen Stunden Verspätung erfolgt.
Der Unfall ereignete sich nach Behördenaussagen am Morgen um 5:27 Uhr Ortszeit (3:27 Uhr MEZ), wenige Minuten nach dem Start vom Flughafen Sotschi. Die Maschine konnte keine Höhe gewinnen und flog eine Rechtskurve, dann verschwand sie vom Radar. Die Besatzung setzte den Angaben nach kein Notsignal ab.
Teile des Wracks wurden in einer Entfernung von 1,5 km vor der Küste entdeckt. Zum Zeitpunkt des Unfalls war das Wetter gut. Bis zum Abend des 25. Dezember konnten elf Leichen geborgen werden. Ein Flugschreiber wurde am 27. Dezember 2016, der andere am 28. Dezember 2016 gefunden. Beide wurden zur Auswertung nach Moskau gebracht.
Die Auswertung des Stimmenrekorders und Teile der geborgenen Trümmer deuteten einerseits auf menschliches Versagen als Unfallursache hin. Demnach könnten statt des Fahrwerks die Landeklappen eingefahren worden sein, was zu einem Auftriebsverlust und damit zum Absturz geführt hätte. Eine zweite Möglichkeit wäre ein Fehler im Klappenmechanismus mit ähnlichen Auswirkungen. Das Ministerium kommentierte diese Angaben nicht, gab jedoch an, nach dem Leck ermitteln zu wollen, durch welches die Medien von der Sprach-Aufzeichnung erfahren hätten. Zudem habe es zwar keine Explosion gegeben, aber eine Form von Sabotage sei auch nicht auszuschließen. Es wurden jedoch keine Spuren einer Explosion an Bord gefunden.
Die russische Untersuchung folgerte, dass das Flugzeug einen kontrollierten Flug auf die Wasseroberfläche ausgeführt hatte. Sie konzentrierte sich somit darauf, dieses seltsame Verhalten der Piloten nachzuvollziehen beziehungsweise mit gesundheitlichen Aspekten, z. B. mit Übermüdung und Verlust der räumlichen Wahrnehmung, zu erklären. Das Flugzeug sei von den Piloten in eine Landekonfiguration gebracht worden.
Nach Recherchen der Nowaja gaseta sei es wahrscheinlich, dass nicht die vorgeschriebene Besatzung im Cockpit saß, sondern ein Pilotensitz durch einen anderen Piloten besetzt war. Als Besonderheit wurde in diesem Zusammenhang erwähnt, dass die originale Sprachaufzeichnung nicht veröffentlicht wurde.

## Opfer
An Bord befanden sich 92 Menschen, darunter 8 Besatzungsmitglieder und 64 Angehörige des Alexandrow-Ensembles (alle Chormitglieder bis auf 3), das auf dem russischen Luftwaffenstützpunkt Hmeimim ein Neujahrskonzert geben sollte.
Auf der Passagierliste befanden sich u. a. der Leiter des Alexandrow-Ensembles, Generalleutnant Waleri Chalilow, zwei ranghohe Beamte, die für ihre wohltätige Arbeit bekannte russische Ärztin Jelisaweta Glinka, Leiterin der Hilfsorganisation Gerechte Hilfe, die der Universitätsklinik von Latakia Medikamente überbringen sollte, insgesamt neun Journalisten der russischen Fernsehsender Erster Kanal, NTW und des Militärfernsehsenders Swesda sowie die vier jungen Ballerinen Ralina Gilmanowa, Lilija Pyrjewa, Marija Klokotowa und Darja Trofimowa. Einzig der Solist Wadim Petrowitsch Ananjew überlebte, weil er wegen der Geburt seines dritten Sohnes beurlaubt war.

## Reaktionen
Der Vorsitzende des Verteidigungsausschusses des russischen Föderationsrates Wiktor Oserow schloss einen Terrorakt als Ursache aus: „Es war ein Flugzeug des Verteidigungsministeriums und es war der Luftraum Russlands“.
Russland rief für den 26. Dezember Staatstrauer aus. Der russische Präsident Wladimir Putin sprach den Familien und Freunden der Toten sein Beileid aus. Ministerpräsident Dmitri Medwedew setzte Verkehrsminister Maxim Sokolow als Leiter der Untersuchungskommission ein, der sich noch am 25. Dezember zum Unfallort begab.
Bundeskanzlerin Angela Merkel sprach Putin ihr Mitgefühl aus, ihre Gedanken seien bei den Angehörigen der Opfer. Bundesaußenminister Frank-Walter Steinmeier sprach Familien und Angehörigen der Opfer sein Beileid aus. Auch der syrische Präsident Baschar al-Assad, der türkische Ministerpräsident Binali Yıldırım und der US-Botschafter in Russland John F. Tefft kondolierten.
Papst Franziskus bat in seinem Angelusgebet um Trost „für das liebe russische Volk und die Angehörigen der Passagiere, der Besatzung und des hervorragenden Chors der Roten Armee“ und erinnerte an den Auftritt des Alexandrow-Ensembles im Vatikan 2004.
Das satirische französische Magazin Charlie Hebdo erheiterte seine Leser mit zahlreichen Karikaturen zum Thema.